# 北海道道1147号大曲工業団地美しが丘線
北海道道1147号大曲工業団地美しが丘線（ほっかいどうどう1147ごう おおまがりこうぎょうだんちうつくしがおかせん）は、北海道北広島市から同道札幌市清田区に至る一般道道である。札幌市域は札幌市管理。
札幌圏都市計画道路羊ヶ丘通、厚別東通のそれぞれ一部を構成する。

## 概要

### 路線データ
- 起点 : 北海道北広島市大曲（大曲工業団地）
- 終点 : 北海道札幌市清田区美しが丘1条9丁目（国道36号交点）
- 路線延長 : 1.4 km（総延長、うち札幌市管理0.7 km）

## 歴史
- 1997年（平成9年）1月14日 路線認定[1]。

## 路線状況

### 重複区間
- 北広島市大曲（北海道道790号仁別大曲線枝線）
- 札幌市清田区美しが丘4条9丁目 - 札幌市清田区美しが丘1条9丁目（札幌市主要地方道9903号羊ヶ丘線）

## 地理

### 通過する自治体
- 石狩振興局
  - 北広島市 - 札幌市（清田区）

### 交差する道路
北広島市
- 北海道道790号仁別大曲線 - 大曲

札幌市清田区
- 札幌市主要地方道9903号羊ヶ丘線（羊ケ丘通） - 美しが丘4条9丁目（重複）
- 国道36号 - 美しが丘1条9丁目（終点）

### 沿線にある施設など
北広島市
- セイコーマート大曲工業団地 - 大曲工業団地5丁目3-3
- つつじケ丘公園 - 大曲工業団地7丁目
- ローソン北広島大曲幸町店 - 大曲幸町4丁目4-14
- 三井アウトレットパーク 札幌北広島 - 大曲幸町3丁目7-6